# Kramy Bolesławowe w Krakowie
Kramy Bolesławowe – niezachowane dwa rzędy kramów, które za czasów panowania księcia Bolesława Wstydliwego (1243-1279) usytuowane były w miejscu dzisiejszych Sukiennic. Pomiędzy jednym a drugim rzędem kramów biegła zamykana na noc uliczka. Kramy te były wspomniane przez księcia Bolesława Wstydliwego już w akcie lokacyjnym Krakowa na prawie magdeburskim w dniu 5 czerwca 1257. Były to sklepy sukiennicze zbudowane z drewna, zwane w owych czasach camerae. Zostały one przebudowane na murowane, gotyckie sklepy sukiennicze dopiero za czasów panowania króla Kazimierza Wielkiego (1333-1370). Pozostałości archeologiczne i współczesne wizualizacje Kramów Bolesławowych udostępniono do zwiedzania w podziemiach krakowskiego rynku.